# 田村顕頼
田村 顕頼（たむら あきより）は、戦国時代から安土桃山時代にかけての武将。田村氏の家臣。

## 略歴
22代当主・田村盛顕の次男として誕生。
兄・義顕の子である24代当主・隆顕、その子・清顕に仕えて田村家中で重きをなし、合戦においては軍師を務めた。謀略に優れ、周辺諸氏からは｢攻めの月斎｣、「畑に地縛り、田に蛭藻、田村に月斎無けりゃ良い」と恐れられたという。永禄2年（1559年）、隆顕と共に二階堂氏の今泉城に出陣して攻落し、今泉城の城代となった。顕頼は親伊達派の有力者であったが、彼を中心とする「月一統」と呼ばれる派閥が家中で権勢をふるって内紛の原因となっていたことから、伊達政宗も月斎の排除を一時は検討したと言われている。清顕死後の家中騒動では伊達方についた（田村仕置参照）。相馬義胤が三春入城を図ったが、顕頼はこれに銃撃を加えて阻止している。その後、政宗の三春入城に尽力して、反対派の排除に成功している。
天正17年（1589年）の伊達氏による二階堂氏の須賀川城攻めにも従軍した。
顕頼の父・盛顕の没年は長享元年（1487年）といわれており、その前後の生まれとしても須賀川城攻めの際は100歳を超えていることになり、その出生は不確かな面もある。